# العلاقات السويسرية اللوكسمبورغية
العلاقات السويسرية اللوكسمبورغية هي العلاقات الثنائية التي تجمع بين سويسرا ولوكسمبورغ.

## مقارنة بين البلدين
هذه مقارنة عامة ومرجعية للدولتين:
| وجه المقارنة                                              | سويسرا                                                                                      | لوكسمبورغ                                                     |
| --------------------------------------------------------- | ------------------------------------------------------------------------------------------- | ------------------------------------------------------------- |
| المساحة (كم2)                                             | 41.28 ألف                                                                                   | 2.59 ألف                                                      |
| عدد السكان (نسمة)                                         | 8.21 مليون                                                                                  | 599.45 ألف                                                    |
| الكثافة السكانية (ن./كم²)                                 | 198.89                                                                                      | 231.45                                                        |
| العاصمة                                                   | برن                                                                                         | لوكسمبورغ                                                     |
| اللغة الرسمية                                             | اللغة الألمانية، اللغة الإيطالية، لغة فرنسية، اللغة الرومانشية، الألمانية السويسرية الموحدة | اللغة اللوكسمبورغية، لغة فرنسية، اللغة الألمانية              |
| العملة                                                    | فرنك سويسري                                                                                 | يورو، فرنك لوكسمبورغ                                          |
| الناتج المحلي الإجمالي (بليون دولار)                      | 678.89 مليار                                                                                | 62.40 مليار                                                   |
| الناتج المحلي الإجمالي (تعادل القوة الشرائية) بليون دولار | 518.07 مليار                                                                                | 58.13 مليار                                                   |
| الناتج المحلي الإجمالي الاسمي للفرد دولار أمريكي          | 80.94 ألف                                                                                   | 101.45 ألف                                                    |
| الناتج المحلي الإجمالي للفرد دولار أمريكي                 | 59.54 ألف                                                                                   | 101.93 ألف                                                    |
| مؤشر التنمية البشرية                                      | 0.930                                                                                       | 0.892                                                         |
| رمز المكالمات الدولي                                      | +41                                                                                         | +352                                                          |
| رمز الإنترنت                                              | .ch، .swiss ‏                                                                                | .lu                                                           |
| المنطقة الزمنية                                           | توقيت وسط أوروبا، ت ع م+01:00، ت ع م+02:00، أوروبا/زيورخ ‏                                   | توقيت وسط أوروبا، ت ع م+01:00، ت ع م+02:00، أوروبا/لوكسمبورج ‏ |

## مدن متوأمة
في ما يلي قائمة باتفاقيات التوأمة بين مدن سويسرية ولوكسمبورغية:
- ترتبط مونثي مع ديكيرش باتفاقية توأمة.
- ترتبط خور مع Mondorf-les-Bains [الإنجليزية]‏ باتفاقية توأمة.

## منظمات دولية مشتركة
يشترك البلدان في عضوية مجموعة من المنظمات الدولية، منها:
| علم المنظمة | اسم المنظمة                               | تاريخ انضمام سويسرا | تاريخ انضمام لوكسمبورغ |
| ----------- | ----------------------------------------- | ------------------- | ---------------------- |
|             | مؤسسة التمويل الدولية                     | 29 مايو 1992        | 4 أكتوبر 1956          |
|             | يونسكو                                    | 28 يناير 1949       | 27 أكتوبر 1947         |
|             | مجموعة أستراليا                           | 1987                | 1985                   |
|             | اتحاد المدفوعات الأوروبي ‏                 | ?                   | ?                      |
|             | مجموعة الموردين النوويين                  | ?                   | ?                      |
|             | الوكالة الدولية للطاقة                    | ?                   | ?                      |
|             | مؤسسة التنمية الدولية                     | 29 مايو 1992        | 4 يونيو 1964           |
|             | منظمة التعاون الاقتصادي والتنمية          | ?                   | ?                      |
|             | المركز الدولي لتسوية المنازعات الاستشارية | 14 يونيو 1968       | 29 أغسطس 1970          |
|             | وكالة ضمان الاستثمار متعدد الأطراف        | 12 أبريل 1988       | 29 أغسطس 1991          |
|             | منظمة حظر الأسلحة الكيميائية              | ?                   | ?                      |
|             | المنظمة الأوروبية لسلامة الملاحة الجوية   | 1992                | 1960                   |
|             | البنك الإفريقي للتنمية                    | ?                   | ?                      |
|             | الأمم المتحدة                             | 10 سبتمبر 2002      | 24 أكتوبر 1945         |
|             | الاتحاد الدولي للاتصالات                  | 1866                | 2 مارس 1866            |
|             | منظمة الشرطة الجنائية الدولية             | ?                   | ?                      |
|             | البنك الدولي للإنشاء والتعمير             | 29 مايو 1992        | 27 ديسمبر 1945         |
|             | منظمة الأمن والتعاون في أوروبا            | 25 يونيو 1973       | 25 يونيو 1973          |
|             | وكالة الفضاء الأوروبية                    | ?                   | ?                      |
|             | الاتحاد البريدي العالمي                   | ?                   | ?                      |
|             | منظمة التجارة العالمية                    | ?                   | ?                      |
|             | الفريق المعني برصد الأرض                  | ?                   | ?                      |
|             | بنك التنمية الآسيوي                       | 1967                | 2003                   |
|             | نظام تحكم تكنولوجيا القذائف               | 1992                | 1990                   |
|             | مجلس أوروبا                               | ?                   | ?                      |

## وصلات خارجية
- موقع وزارة الخارجية السويسرية
- موقع وزارة الخارجية اللوكسمبورغية